# Нежинское дело
Нежинское дело — судебное дело во время избирательной кампании в Уложенную комиссию 1767—1768 гг.
Во время выборов депутата от нежинского и батуринского дворянства на собрании в Нежине в 1767 в присутствии П. Румянцева, который пытался обеспечить избрание лояльного к новой администрации Гетманщины депутата и издания проправительственного приказа, шляхта избрала своим представителем Л. Селецкого. Однако при составлении окончательного текста приказа позиции избирателей разошлись. Вместо Л. Селецкого был избран Г. Долинский, ему вручили приказ содержащий требования об обеспечении украинской политической автономии, права выбора гетмана, сохранения действия украинского права и судопроизводства по Третьему Статуту Великого княжества Литовского. Румянцев объявил выборы в Нежине недействительными и назначил повторные выборы на 15 мая 1767. 
На новое собрание пришло лишь 16 из 50 шляхтичей, причём они отказались подписывать приказ, предложёный Румянцевым. Тогда тот приказал арестовать всех участников собрания. 
Военный трибунал приговорил 36 украинских шляхтичей к смертной казни, а Генеральный военный суд признал виновными 18 человек, 14 из которых получили пожизненное заключение, а 4 лишили ранга. Екатерина II одобрила деятельность Румянцева, однако, опасаясь нежелательного для царского самодержавия политического огласки, не решившись осуществить репрессии в полном объеме. 
В июле 1768 Сенат отменил смертные приговоры и ссылки, оставив в силе лишения всех осужденных ранга и права занимать государственные должности.